# Clint Wattenburg

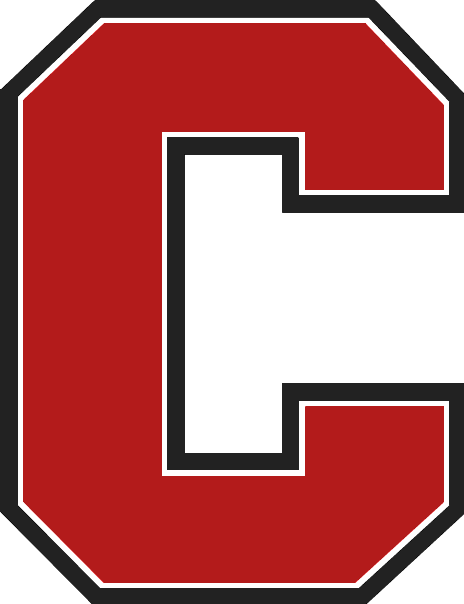
Zawodnik Cornell Big Red

Clint Wattenburg – amerykański zapaśnik w stylu wolnym. Zajął drugie miejsce na mistrzostwach panamerykańskich w 2006 roku.
Zawodnik Pleasant Valley High School z Chico i Cornell University. Dwa razy All-American (2002, 2003) w NCAA Division I, piąty w 2003 i szósty w 2002 roku.